# Юрино (Вяземский район)
Ю́рино — деревня в Смоленской области России, в Вяземском районе. Население — 4 жителя (2007 год). Расположена в восточной части области в 9 км к юго-востоку от районного центра, в 1,5 км к северу автодороги Р132 Вязьма — Калуга — Тула — Рязань на берегах реки Лосьминки. В 1,5 км к северу от деревни станция о.п. 9-й км на железнодорожной ветке Вязьма — Занозная. Входит в состав Кайдаковского сельского поселения.

## Известные люди
26 сентября 1919 года в деревне родился Герой Советского Союза, старший лейтенант, командир роты 945-го стрелкового полка 262-й стрелковой дивизии 31-й армии 3-го Белорусского фронта С. И. Сергеев. Погиб в бою 19 октября 1944 года.